# Altstädter Kirchhof 4

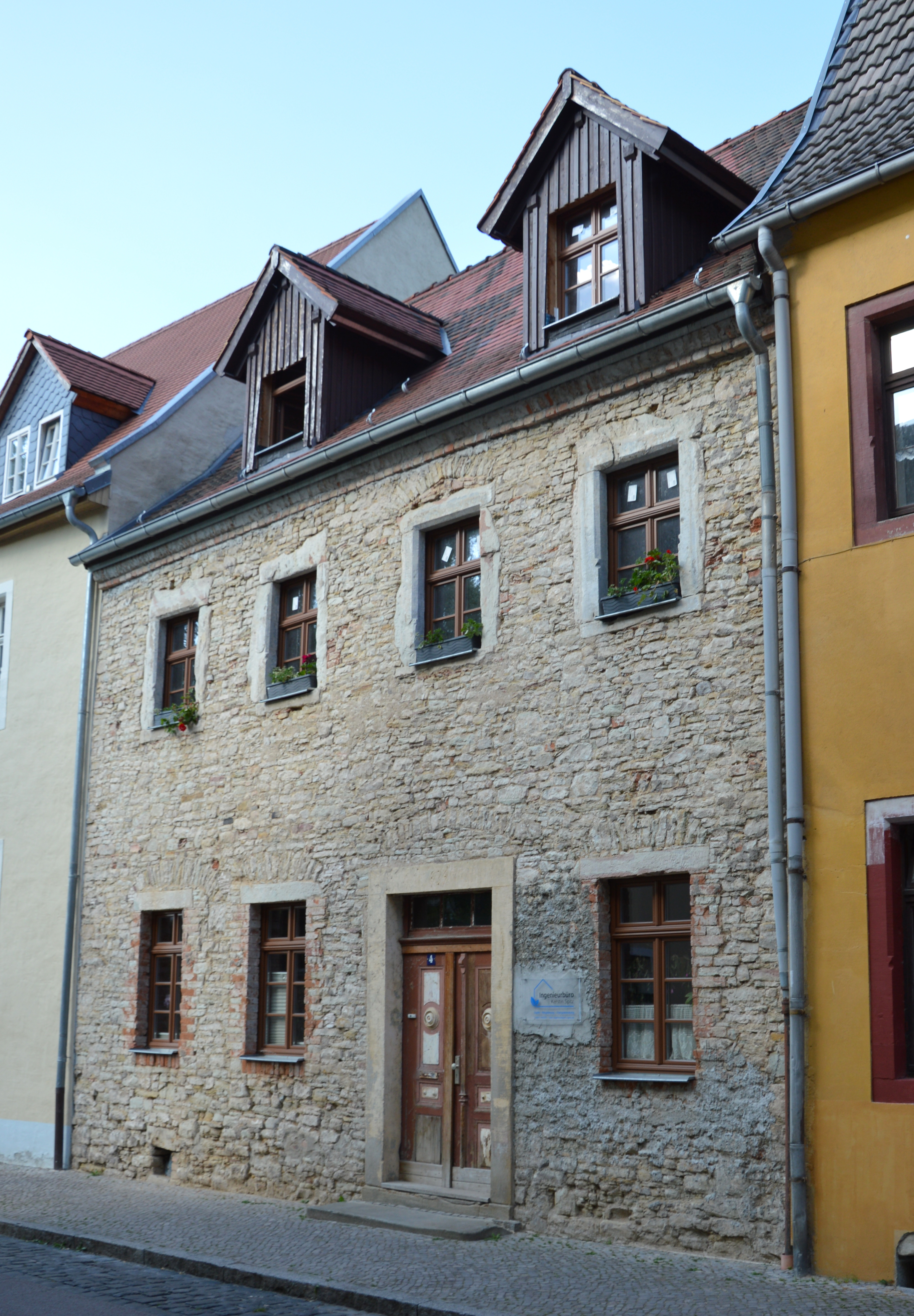
Altstädter Kirchhof 4

Das Gebäude Altstädter Kirchhof 4 ist ein denkmalgeschütztes Wohnhaus in Bernburg in Sachsen-Anhalt.

## Lage
Es befindet sich in der Bernburger Talstadt auf der Ostseite der Straße Altstädter Kirchhof. Nördlich grenzt das gleichfalls denkmalgeschützte Haus Altstädter Kirchhof 5, südlich das Haus Altstädter Kirchhof 3 an.

## Architektur und Geschichte
Das kleine zweigeschossige Wohnhaus entstand in der zweiten Hälfte des 18. Jahrhunderts. Die Fassade des traufständigen Gebäudes ist vierachsig ausgeführt. Bedeckt ist der Bau mit einem Satteldach. Es gehört zu den wenigen Gebäuden der Bauzeit die nach den in den 1970er Jahren erfolgten großflächigen Abrissen von historischer Bausubstanz in der Umgebung erhalten geblieben ist. Im Zuge einer Sanierung Anfang des 21. Jahrhunderts wurden auf dem Dach Gauben geschaffen.
Im Denkmalverzeichnis für die Stadt Bernburg ist das Wohnhaus unter der Erfassungsnummer 094 60534 als Baudenkmal eingetragen.